# Тиранчик-мухолюб тепуйський
Тира́нчик-мухолю́б тепуйський (Mionectes roraimae) — вид горобцеподібних птахів родини тиранових (Tyrannidae). Мешкає на Гвіанському нагір'ї. Раніше вважався підвидом рудогузого тиранчика-мухолюба, однак був визнаний окремим видом через різницю у вокалізації і поведінці.

## Поширення і екологія
Тепуйські тиранчики-мухолюби мешкають у тепуях на південному сході Венесуели, можливо, також у сусідніх районах Гаяни і Північної Бразилії. Вони живуть у підліску вологих гірських тропічних лісів, що часто ростуть на піщаних або кам'янистих ґрунтах.